# Петропавлівська Слобода
Петропавлівська Слобода́ — колишнє село в Україні, у Глухівському районі Сумської області.
Зняте з обліку рішенням Сумської обласної ради  від 16 серпня 2013 року.

## Географічне розташування
Село Петропавлівська Слобода розташована на правому березі річки Клевень, вище за течією на відстані 1 км розташоване село Будища, нижче за течією на відстані 0.5 км розташоване село В'ятка, на протилежному березі — село Шулешівка.

## Історичні відомості
За даними на 1859 рік у казенному хуторі Глухівського повіту Чернігівської губернії мешкала 41 особа (19 чоловіків та 22 жінки), налічувалось 8 дворових господарств. Станом на 17 грудня 1926 року населення ставить 87 осіб (38 чоловіків і 49 жінок), з яких 81 особа є українцями, а 5 — росіянами.
На території села знаходиться Петропавлівський монастир.